# Medal „Za wyzwolenie Pragi”
Medal „Za wyzwolenie Pragi” (ros. Медаль «За освобождение Праги») – radzieckie odznaczenie wojskowe.
Medal „Za wyzwolenie Pragi” został ustanowiony dekretem Prezydium Rady Najwyższej ZSRR z 9 czerwca 1945 roku dla nagrodzenia wszystkich bezpośrednich uczestników walk o wyzwolenie Pragi podczas II wojny światowej. 

## Zasady nadawania
Medal „Za wyzwolenie Pragi” nadawany był:
- żołnierzom jednostek, związków taktycznych i instytucji Armii Czerwonej, wojsk NKWD i NKGB biorących bezpośredni udział w walkach o wyzwolenie Pragi w okresie od 3 do 9 maja 1945 roku,
- organizatorom i dowódcom operacji praskiej.

Medalem „Za wyzwolenie Pragi” nagrodzono ok. 400 070 osób (stan na 1995 rok).
Do 1951 roku, w razie śmierci odznaczonego, medal podlegał zwrotowi państwu, dopiero od tego roku mógł być zatrzymany przez rodzinę. 

## Opis odznaki
Odznaką Medalu „Za wyzwolenie Pragi” jest wykonany z mosiądzu krążek o średnicy 32 mm. Na awersie w górnej części na obwodzie medalu jest umieszczony napis: ЗА ОСВОБОЖДЕНИЕ (pol. „ZA WYZWOLENIE”), pod nim poziomo napis: ПРАГИ (pol. „PRAGI”). W dolnej części znajduje się stylizowane wyobrażenie wschodzącego słońca z promieniami oraz dwa laurowe wieńce spięte małą pięcioramienną gwiazdą. Na rewersie jest data wyzwolenia Pragi: 9 МАЯ 1945 („9 maja 1945”), a poniżej pięcioramienna gwiazda. Wszystkie napisy i rysunki są wypukłe. Autorzy projektu: A. Kuzniecow i malarka Skorżinska.
Medal zawieszony jest na metalowej pięciokątnej blaszce obciągniętej wstążką koloru bzu szerokości 24 mm, z szerokim granatowym paskiem szerokości 8 mm pośrodku.
Medal noszony był na lewej piersi, w kolejności po Medalu „Za Wyzwolenie Warszawy”.